# Движение за Третью республику
Движение за Третью республику (пол. Ruch Trzeciej Rzeczypospolitej, RTR) — польская политическая партия в 1992—1998 годах. Идеология — консерватизм, антикоммунизм. Выступала за декоммунизацию и люстрацию.

## История
Создана в 1992 году на базе так называемых «Комитетов обороны Яна Парыса», возникших после конфликта бывшего министром национальной обороны Польши Яна Парыса с президентом Лехом Валенсой и отставки Парыса из правительства Яна Ольшевского. После отставки правительства Яна Ольшевского Ян Парыс преобразовал комитеты в партию и стал её лидером.
На парламентских выборах 1997 года кандидаты RTR баллотировались по списку Движения польской реконструкции.
В 1998 году была упразднена, войдя в состав Избирательной Акции Солидарность.